# Eugène Autrique
Eugène Autrique (° 9 décembre 1860 à Bruxelles - † 23 septembre 1912 à Tervuren) est un ingénieur belge.
Il a donné son nom à la Maison Autrique, première œuvre significative de Victor Horta.

## Biographie

### Jeunesse
Eugène Autrique est né à Bruxelles en 1860, dans une famille de quatre enfants. Ses parents étaient de petits industriels de Koekelberg.

### La vie professionnelle
Eugène Autrique occupera les fonctions de chef de travaux graphiques de topographie à l'ULB (Université Libre de Bruxelles) jusqu'à quelques mois avant sa mort. Parallèlement, il est secrétaire de la Société du Gaz de Constantinople et de la Société Anonyme Luxembourgeoise des Chemins de Fer et Minières Prince Henri, ancêtre de la  CFL actuelle.

### Victor Horta
Autrique et Horta se fréquentent lors des tenues de la loge maçonnique Les Amis philanthropes. C'est Victor Horta qui fera les démarches nécessaires à l'acquisition d'un petit terrain à Schaerbeek, et de l'édification sur celui-ci en 1893 d'un petit hôtel de maître : la Maison Autrique.